# Anton Adamovitch
Pour les articles homonymes, voir Adamovitch.
Anton Adamovitch (en biélorusse Антон Адамовіч), né le 26 juin 1909 à Minsk et mort le 12 juin 1998 à New York, est un historien et théoricien de la littérature biélorusse. 

## Biographie
Adamovitch a étudié à l'institut pédagogique et technique biélorusse à Minsk et à partir de 1928 à l'université d'État biélorusse. Il a été arrêté en 1930 sous l'accusation qu'il était membre d'un Union de la Libération de la Bélarus, une organisation inexistante. Adamovitch a été détenu à Glazov et Kirov. En 1938 il a été autorisé à retourner à Minsk, où il a terminé ses études. Pendant l'occupation allemande, Adamovitch a participé à la formation des structures de l'administration biélorusse. De 1941 à 1943 il était un membre de la direction de l'aide mutuelle des peuples biélorusses et puis il a rejoint la Rada centrale biélorusse, un organe administratif auxiliaire créé en décembre 1943. Adamovitch était actif dans la société scientifique biélorusse et a écrit pour divers journaux. Après la guerre, il s'installe en Allemagne de l'Ouest, où il écrit pour des magazines pour les émigrés de Biélorussie. À Munich il a été le cofondateur de l'institut pour la recherche sur les problèmes sociaux en URSS et premier directeur de la section biélorusse de Radio Free Europe. En 1960 Adamovitch a déménagé aux États-Unis, où a écrit des livres anti-bolcheviques et a participé à l'analyse des œuvres littéraires de Natallia Arsienieva, Maxime Bahdanovitch, Alès Haroun et Iakoub Kolas.